# Sofía Landaluce y Melgarejo
Pour les articles homonymes, voir Melgarejo.
Titre
Épouse du prétendant au trône des Deux-Siciles
Depuis le 5 octobre 2015
(9 ans, 8 mois et 29 jours)
Sofía Landaluce y Melgarejo, née le 23 novembre 1973 à Madrid, est duchesse consort de Calabre en tant qu'épouse de Pierre de Bourbon des Deux-Siciles.

## Biographie
Sofía Landaluce y Melgarejo naît le 23 novembre 1973 à Madrid. Elle est la fille de José Manuel Landaluce y Domínguez, d'origine basque, et de María de las Nieves Blanca Melgarejo y González, petite-fille du 5e duc de San Fernando de Quiroga. Le 26 juin 1992, naît son premier enfant, Jacques de Bourbon des Deux-Siciles, avec son fiancé Pierre de Bourbon des Deux-Siciles, fils de l'infant Charles. Ils se marient le 30 mars 2001 au Real Club de la Puerta de Hierro à Madrid. La cérémonie religieuse est célébrée par Marco Alfonso Álvarez de Toledo y Marone-Cinzano. Le père de la mariée est le parrain du couple, la mère du marié la marraine.

## Descendance
Sept enfants sont nés de son union avec Pierre de Bourbon-Siciles :
- S.A.R. le prince Jaime de Borbón de las Dos Sicilias y Landaluce (en français : Jacques de Bourbon des Deux-Siciles et Landaluce ; en italien : Giacomo di Borbone delle Due Sicilie e Landaluce), duc de Noto[5], né le 26 juin 1992 à Madrid ;
  - S.A.R. la princesse Francesca Sofía de Borbón-Dos Sicilias (en français : Françoise Sophie de Bourbon des Deux-Siciles ; en italien : Francesca Sofía di Borbone delle Due Sicilie), née le 13 octobre 2023 à Londres[6].
- S.A.R. le prince Juan de Borbón de las Dos Sicilias y Landaluce (en français : Jean de Bourbon des Deux-Siciles et Landaluce ; en italien : Giovanni di Borbone delle Due Sicilie e Landaluce), né le 18 avril 2003 à Madrid ;
- S.A.R. le prince Pablo de Borbón de las Dos Sicilias y Landaluce (en français : Paul de Bourbon des Deux-Siciles et Landaluce ; en italien : Paolo di Borbone delle Due Sicilie e Landaluce), né le 28 juin 2004 à Madrid ;
- S.A.R. le prince Pedro María de Borbón de las Dos Sicilias y Landaluce (en français : Pierre Marie de Bourbon des Deux-Siciles et Landaluce ; en italien : Pietro Maria di Borbone delle Due Sicilie e Landaluce), né le 3 janvier 2007 à Ciudad Real ;
- S.A.R. la princesse Sofía María Blanca de Borbón de las Dos Sicilias y Landaluce (en français : Sophie Marie Blanche de Bourbon des Deux-Siciles et Landaluce ; en italien : Sofia Maria Bianca di Borbone delle Due Sicilie e Landaluce), née le 12 novembre 2008 à Ciudad Real ;
- S.A.R. la princesse Blanca de Borbón de las Dos Sicilias y Landaluce (en français : Blanche de Bourbon des Deux-Siciles et Landaluce ; en italien : Bianca di Borbone delle Due Sicilie e Landaluce), née le 7 avril 2011 à Ciudad Real;
- S.A.R. la princesse María de Borbón de las Dos Sicilias y Landaluce (en français : Marie de Bourbon des Deux-Siciles et Landaluce ; en italien : Maria di Borbone delle Due Sicilie e Landaluce), née le 5 mars 2015 à Ciudad Real.

## Titulature
Les titres portés par les membres de la maison de Bourbon n'ont pas d'existence juridique en Italie et sont considérés comme des titres de courtoisie.

### Titulature dans lafamille royale d'Espagne
En Espagne, les prédicats et titres que porte Sofía Landaluce y Melgarejo sont des titres réguliers reconnus par le royaume d'Espagne.
- depuis le 16 décembre 1994 : Son Excellence Doña Sofía Landaluce y Melgarejo, grande d'Espagne.

### Titulature dans lamaison de Bourbon-Deux-Siciles
- 30 mars 2001 - 5 octobre 2015 : Son Altesse Royale la duchesse de Noto.
- depuis le 5 octobre 2015 : Son Altesse Royale la duchesse de Calabre, comtesse de Caserte.